# 金懷玉
金怀玉，江南江都人。清朝政治人物，進士出身。
順治十五年（1658年）戊戌科进士。康熙元年，任泉州府推官。為民所想，受到百姓愛戴。